# Shawty Lo
Carlos Rico Walker, noto con lo pseudonimo Shawty Lo (Atlanta, 22 marzo 1976 – Atlanta, 21 settembre 2016), è stato un rapper statunitense.

## Biografia
Nel 2003 ha aderito al gruppo southern hip hop D4L, formatosi ad Atlanta, sua città natale. Contestualmente ha fondato un'etichetta discografica indipendente chiamata D4L Records. Il gruppo ha esordito nel 2005 con l'album Down for Life, contenente la hit Laffy Taffy.
Nell'ottobre 2007 ha esordito da solista con il singolo Dey Know. Il suo primo disco Units in the City è uscito nel febbraio 2008.
Nel corso della sua carriera ha collaborato con The-Dream, Ludacris, Gucci Mane, Twista, Wale, Lil Wayne, Juvenile, Capone-N-Noreaga, 50 Cent e altri. Inoltre, nel giugno 2011, ha firmato un contratto con la G-Unit Records.
Nel settembre 2016, all'età di 40 anni, è deceduto a causa di un incidente stradale avvenuto nella Contea di Fulton, in Georgia.

## Discografia

### Album in studio
- 2008 – Units in the City

### Singoli
- 2007 – Dey Know
- 2008 – Dunn Dunn
- 2008 – Foolish
- 2010 – Atlanta, GA
- 2011 – Pocahontas
- 2011 – W.T.F.
- 2014 – New Money